# Національна селянська ліга Мексики
Націона́льна селянська лі́га Мексики (ісп. La Liga Nacional Campesina) — ліва селянська організація створена 20 листопада 1926 року в Мехіко на об'єднавчому з'їзді ліг сільських громад, що представляв 310 тисяч селян від 16 штатів Мексики. На з'їзді були присутні також делегати Куби, Венесуели, Еквадору, Перу та Антиімперіалістичної ліги Америки, керівна роль на з'їзді належала Мексиканській комуністичній партії. Ліга об'єднувала бідних селян і сільськогосподарських робітників. На чолі її стояли комуністи Урсуло Гальван і Г. Родрігес.
Програма-мінімум передбачала створення споживчих кооперативів, будівництво іригаційних споруд, сільських шкіл і доріг, надання добрив і дешевих кредитів, забезпечення мінімуму заробітної плати сільськогосподарським робітникам, 42-годинного робочого тижня; програма-максимум — усуспільнення землі та засобів виробництва. Ліга виступала за союз із робітничим класом. Її девізом було гасло Хосе Морелоса та Еміліано Сапати «Земля і свобода». Статут Ліги підкреслював необхідність користуватися для досягнення цілей законними методами і закликав до підтримки антиклерикальної політики уряду.
У 1929 році Ліга увійшла до складу Робітничо-селянського блоку, створеного за ініціативою Мексиканської комуністичної партії, що висунув своїм кандидатом на президентських виборах діяча селянського руху в штаті Коауїлі — Педро Родрігеса Тріану, який виступав із широкою програмою політичних і соціально-економічних перетворень. Однак внутрішні суперечності призвели в лютому 1930 року до розколу Ліги. Більша її частина пішла за Гальваном і проіснувала до 1932 року, коли розпалася через репресії уряду.